# A24 (motorväg, Tyskland)
A24 är en motorväg i norra Tyskland. Den går igenom förbundsländerna Hamburg, Schleswig-Holstein, Mecklenburg-Vorpommern och Brandenburg och är 239 kilometer lång. Den utgör huvuddelen av europavägen E26. Den förbinder Hamburg med Berlin.

## Beskrivning av sträckan
Motorvägen börjar i Hamburg. Där korsar den bl.a. motorvägen A1 som leder trafik mellan Lübeck och Bremen via Hamburg. Öster om Hornbeck korsar vägen kanalen mellan Elbe och Lübeck. En bit efter gränsen mellan Niedersachsen och Mecklenburg-Vorpommern ansluter väg A14. Vid motorvägskorsningen Wittstock/Dosse tar vägen slut, men den fortsätter på det sättet att den övertar A19s skyltning efter korsningen. Sedan fortsätter vägen och slutar vid Berliner Ring.

## Historia
Motorvägen började planeras på 1930-talet som en Reichautobahn mellan Hamburg och Berlin. Hösten 1937 började vägen byggas. Hösten 1939 gjordes ett uppehåll på grund av andra världskriget. Vägen hann inte bli klar innan arbetet stoppades officiellt 1941. En kort bit närmast Hamburg blev klar.
När andra världskriget pågick användes tunnlar som fanns efter vägen som skydd mot bomber. Produktion av flygplan pågick i tunnlarna. 
Efter kriget blev Tyskland delat och inget hände med vägen. På 1970-talet byggdes sträckan (Rostock-)Wittstock-Östberlin av DDR:s regering som en förbindelse mellan huvudstaden och den största hamnstaden. Det började då diskuteras en ny motorväg Hamburg-Wittstock för att underlätta transittrafiken Hamburg-Västberlin. Denna sträcka byggdes på Västtysklands bekostnad och öppnades den 20 november 1982.
I DDR användes inte motorvägsnummer. Numret 24 användes på biten närmast Hamburg. Efter återföreningen gavs sträckan Hamburg-Berlin nummer 24.

## Utbyggnadsplaner
Man har planer på att bygga ut motorvägen till 6 filer närmast Berlin. Då från Neuruppin till Berliner Ring.[källa behövs]
Korsningen med A14 byggdes i samband med förlängningen av A14 söderut om till en fyrklöver. Korsningen var klart i juni 2015.

## Trafikplatser
|  | Nr | Skyltning                          |
|  | 1  | Hamburg-Horn                       |
|  | 2  | Hamburg-Jenfeld                    |
|  | 3  | Hamburg-Ost (Fyrvägskorsning) E 22 |
|  |    | Tunnel Barsbüttel (164 m)          |
|  | 4  | Reinbek                            |
|  |    | Hahnenkoppel                       |
|  | 5  | Witzhave                           |
|  | 6  | Schwarzenbek/Grande                |
|  | 7  | Talkau                             |
|  |    | Roseburg/Tramm                     |
|  | 8  | Hornbek                            |
|  |    | Elbe-Lübeck-Kanal-Brücke (70 m)    |
|  |    | Gudow ()                           |
|  |    | Valluhn/Gallin                     |
|  |    | Schaalsee ( planeras)              |
|  | 9  | Zarrentin am Schaalsee             |
|  |    | Dodow                              |
|  | 10 | Wittenburg                         |
|  | 11 | Hagenow                            |
|  |    | Schremheide                        |
|  | 12 | Ludwigslust                        |
|  | 13 | Schwerin (T-Korsning)              |
|  |    | Müritz-Elde-Wasserstraße-Brücke    |
|  | 14 | Neustadt-Glewe                     |
|  |    |                                    |
|  |    | Stolpe/Mecklenburg                 |
|  | 15 | Parchim                            |
|  | 16 | Suckow                             |
|  |    |                                    |
|  | 17 | Putlitz                            |
|  |    |                                    |
|  | 18 | Meyenburg                          |
|  |    |                                    |
|  |    | Pritzwalk                          |
|  | 20 | Wittstock/Dosse (T-Korsning) E 55  |
|  |    | Prignitz                           |
|  | 21 | Herzsprung                         |
|  |    |                                    |
|  |    | Walsleben                          |
|  | 22 | Neuruppin                          |
|  |    |                                    |
|  | 23 | Neuruppin-Süd                      |
|  |    | Alter-Rhin-Brücke                  |
|  | 24 | Fehrbellin                         |
|  |    |                                    |
|  |    | Linumer Bruch ( Planeras)          |
|  |    |                                    |
|  | 25 | Kremmen                            |
|  | 26 | Havelland (T-Korsning) E 26 E 55   |